# Contea di Hyde (Carolina del Nord)
La contea di Hyde in inglese Hyde County è una contea dello Stato della Carolina del Nord, negli Stati Uniti. La popolazione al censimento del 2000 era di 5 826 abitanti. La contea non ha comuni. Il capoluogo è Swan Quarter.

## Storia
La contea di Hyde fu costituita nel 1705.